# Otto Grotewohl
Otto Grotewohl (Braunschweig, 1894. március 11. – Kelet-Berlin, 1964. szeptember 21.) német politikus és nyomdász-könyvkereskedő. 1949-től 1964-es haláláig ő volt az NDK első miniszterelnöke.
Elhunytakor, 1964-ben a Berlin-belvárosi Wilhelmstrassét Otto-Grotewohl-Strasséra nevezték át. Németország újraegyesítése után az utca visszakapta eredeti nevét.

## Magyarul megjelent művei
- Wilhelm Pieck–Otto Grotewohl: A Német Szociálista Egységpárt helyzete és feladatai. Beszámolók a NSZEP 3. Kongresszusán; Szikra, Bp., 1950 (Nemzetközi kérdések)